# Richard Gutzschbach
Richard Gutzschbach, eigentlich Richard Theodor Gutzschebauch (* um 1847 in Großstorkwitz; † 3. November 1921 in Dresden) war ein deutscher Opernsänger (Bariton).

## Leben
Er war der Sohn des lutherischen Pfarrers Johann Gottlob Gutzschebauch und sollte nach dem Willen seiner Eltern Lehrer werden und arbeitete nach dem entsprechenden Studium auch eine längere Zeit als solcher an der höheren Bürgerschule in Chemnitz.
Doch wegen seiner Stimme sah er sich veranlasst, diesen Beruf aufzugeben und Gesang in Dresden am Konservatorium für Musik bei Professor Gustav Scharfe zu studieren.
Nach vollendetem Studium wurde er ans sächsische Hoftheater engagiert. Am 1. Oktober 1905 trat er nach 27-jähriger künstlerischer Tätigkeit in den Ruhestand.
Er galt als großer Wagnerinterpret.